# 하워드 조자이
하워드 메이슨 조자이 3세(영어: Howard Mason Georgi Ⅲ IPA: [ˈhaʊə(ɹ)d ˈmeɪsən ˈdʒɔː(ɹ)dʒaɪ ðə θɜː(ɹ)d] , 1947년 미국 캘리포니아-)는 하버드 대학교의 물리학 교수이다.

## 생애
1947년 1월 6일 캘리포니아주 샌버너디노에서 태어났다.
1967년에 하버드 대학교에서 학사 학위를 수여받았다. 예일 대학교에서 찰스 마이클 소머필드(영어: Charles Michael Sommerfield) 아래서 1971년에 박사 학위를 취득하였다.
이후 하버드 명예교우회 젊은 연구원 (1973-1976) 및 하버드 명예교우회 수석 연구원 (1982-1998)으로 있었으며,  1995년에 사쿠라이 상을 수상했다.
그 뒤 하버드 대학교의 물리학 교수가 되었다.

## 업적
그는 대통일이론 초기에서의 일과 SU(5), SO(10)의 게이지 결합 통합(조자이-글래쇼 모형 참고)으로 유명하다. 1981년에는 사바스 디모포울로스와 함께 부드러운 대칭 깨짐을 포함한 SU(5) GUT 모형을 제안하였는데 이 논문은 최소 초대칭 표준모형(MSSM)의 시초를 이룬다. 1991년 세 가지 표준모형 게이지 결합이 LEP I에서 관측되었는데, 이것은 MSSM에서 입자를 기술하는 것에 해당하는 부분이었으며, 표준 모형 자체만으로는 한계가 있었으나 이로써 정확한 게이지 결합의 통합 기술이 가능하게 되었다.
이후 그는 복합 힉스 모형, 무거운 쿼크 유효장론, 차원 해체, 가벼운 힉스, 비입자 물리학 등 물리학의 여러 분야에서 활동하였으며, 입자물리학의 여러 교과서를 저술하였다. 또한 데이비드 카플란, 리사 랜들 등의 유명한 제자들을 많이 배출했다.